# 森下博 (競馬)
森下 博（もりした ひろし、1955年5月4日 -）は、神奈川県騎手会に所属していた元騎手である。デビュー時は騎手会所属まで所属していた川崎・長谷川茂師の師匠である井上宥藏厩舎の所属であった。同期には的場文男、山崎尋美などがいる。

## 経歴
中学校時代の先生が牧場出身であることを契機に騎手を目指すようになり、1973年11月に川崎・井上宥藏厩舎の所属としてデビューし、初勝利を初騎乗で記録する快挙を見せる。
デビューしてまもない1975年、キヨフジ記念（現・エンプレス杯）のシヤンタンに騎乗するために減量特典を返上し勝利した。1978年に一度騎手免許を返上し廃業、1980年再取得し復帰した。
牝馬や短距離に強く、桜花賞、東京3歳優駿牝馬でそれぞれ3勝するなどの実績を誇り、2003年、日本プロスポーツ大賞功労賞を受賞、2006年8月には地方競馬通算2500勝を達成している。
また、「逃げの森下」の異名を持つほど逃げにも強く、また、人気薄も度々持ってくる事から穴騎手としても知られている。
中央競馬に参戦する事は少ないが、第1回ヴィクトリアマイルにマイネサマンサに騎乗した事がある（結果は10着）。
2012年7月15日に金沢競馬場所属だった山中利夫が引退したため、国内最年長騎手になった。
2015年5月28日付で所属先の調教師だった長谷川が引退したため、翌5月29日付で神奈川県騎手会所属となった。
2020年3月4日、川崎競馬第9競走をマイネルミシシッピで勝利し、地方競馬における騎手の最年長勝利記録を64歳10ヶ月に更新した。なお、この記録は2021年7月14日に的場文男によって塗り替えられた。
2020年3月31日をもって騎手を引退した。引退後は厩務員となった。
2022年8月31日をもって厩務員を引退し、競馬界を離れた。

## 主な騎乗馬
- エスプリシーズ（2004年川崎記念、報知オールスターカップ、2003年京成盃グランドマイラーズ、船橋記念、2002年東京湾カップ）
- カガヤキローマン（1998年東京盃、1999年東京シティ盃）
- イソナンブ（1985年楠賞全日本アラブ優駿）
- エフテーサッチ（1998年マリーンカップ）
- ダイアモンドコア（1998年桜花賞、1997年東京3歳優駿牝馬）
- グレイスタイザン（1984年桜花賞、関東オークス、1983年東京3歳優駿牝馬）
- ディーエスメイドン（2003年東京プリンセス賞）
- ミネノオウカン（1986年桜花賞）
- ユウユウサンボーイ（1990年全日本3歳優駿）
- テーケーレディー（1998年東京3歳優駿牝馬）
- サンマロット（1990年全日本アラブ争覇）
- セリメーヌ（1989年キヨフジ記念）
- シヤンタン（1975年キヨフジ記念）
- ニユーエビス（1977年報知オールスターカップ）
- パピヨンフブキ（1988年ゴールドカップ）
- スクランブル（1989年東京湾カップ）
- トモエリージェント（1991年ニューイヤーカップ）
- ツキフクオー（1995年アフター5スター賞）
- イーアシオーン（1998年報知グランプリカップ）
- スオウリージェント（2001年ハイセイコー記念）
- トキノアジュディ（2002年ニューイヤーカップ）
- スオウライデン（2002年ハイセイコー記念）
- ゴールデンイースト（2002年埼玉新聞杯）
- イシノファミリー（2003年若潮盃）

出典: